# José María Figueres Olsen
José María Figueres Olsen (Catedral, San José, 24 de diciembre de 1954) es un ingeniero industrial, político y consultor internacional costarricense y danés, por parte de su madre. Figueres fue ministro de Comercio Exterior de 1986 a 1988, ministro de Agricultura y Ganadería de 1989 a 1990 durante la administración Arias Sánchez (1986-1990) y 42.º presidente de la República de Costa Rica de 1994 a 1998.
Luego de su administración Figueres se desempeñó en distintos foros internacionales de primer nivel. Fue presidente del Partido Liberación Nacional, primera fuerza de oposición durante la administración Solís Rivera (2014-2018), su gestión en la presidencia del PLN dio como resultado el gane del 62% de las alcaldías en las elecciones municipales de 2016, aunque obteniendo 15000 votos menos que en las municipales de 2010 y perdiendo varias alcaldías incluyendo dos capitales de provincia. Intentó fallidamente optar por la reelección presidencial para las elecciones de 2018, pero perdió las elecciones primarias de su partido.
Hijo del caudillo liberacionista José Figueres Ferrer quien lideró la fundación de la Segunda República Costarricense y la primera dama de origen estadounidense Karen Olsen Beck, pertenece al clan político Figueres de gran relevancia en la política de Costa Rica.
Su administración fue polémica por la implementación de diversas políticas propias del Consenso de Washington que incluyeron la liberalización bancaria, la reducción del aparato estatal con el cierre de múltiples instituciones estatales como el cierre técnico  Instituto Costarricense de Ferrocarriles y el Banco Anglo Costarricense, muy debilitado por su deterioro financiero heredado de la administración anterior,  la reforma a la Ley de Pensiones y la aplicación de nuevos Planes de Ajuste Estructural. Figueres fue miembro del Foro Económico Mundial, al que renunció al ser cuestionado éticamente por su participación en el caso ICE-Alcatel.  
Fue candidato presidencial a las elecciones presidenciales de 2022. 
Tiene la doble nacionalidad costarricense y española por carta de naturaleza.

## Primeros años y estudios
Su padre era hijo de españoles que emigraron desde Os de Balaguer, Lérida. Su madre, la ex primera dama Karen Olsen Beck, nació en los Estados Unidos en el seno de una familia de inmigrantes daneses, adoptando más tarde la nacionalidad costarricense. 
José María Figueres creció en La Lucha, un complejo agroindustrial establecido por su padre, Don Pepe, en 1928. Ahí cursó sus estudios en la escuela pública Cecilia Orlich.
Posteriormente, realizó estudios en el Colegio Humboldt y después en el Colegio Lincoln, ambos en San José. Al terminar los estudios secundarios se incorporó al Cuerpo de Cadetes de la Academia Militar de los Estados Unidos (West Point), donde se graduó como Ingeniero Industrial en 1979.
A su regreso a Costa Rica, trabajó en los negocios familiares, la Sociedad Agroindustrial San Cristóbal (SAISC), donde más tarde, estando el grupo empresarial altamente endeudado, lideró un proceso de reestructuración hacia la rentabilidad y la administración profesional.
Estuvo casado con Josette Altmann Borbón, quien proviene de una destacada familia de la aristocracia costarricense. La pareja tuvo dos hijos: José María y Eugenia y se divorció a principios de los 2000. Actualmente está casado con Cinthya Berrocal Quirós.

## Experiencia política
En 1986, el entonces presidente (1986-1990) y Premio Nobel de la Paz Óscar Arias Sánchez (1987), designó a Figueres la misión de modernizar el Instituto Costarricense de Ferrocarriles. Poco tiempo después fue nombrado ministro en la Administración Arias Sánchez, primero de Comercio Exterior y luego de Agricultura. Una vez concluido su período en el Gobierno, Figueres siguió sus estudios académicos en la Escuela de Gobierno John F. Kennedy de la Universidad de Harvard, graduándose en 1991 con una Maestría en Administración Pública. 
A su regreso a Costa Rica, en medio del fervor por la muerte reciente de su padre, el Fundador de la segunda república José Figueres, José María, anuncia su intención de presentarse a la nominación de su partido, el Partido Liberación Nacional (PLN), para la candidatura presidencial enfrentándose en unas elecciones primarias a la ex primera dama Margarita Penón Góngora, a Rolando Araya Monge y a José Miguel Corrales. Las primarias son particularmente desgastantes ya que durante las mismas Corrales saca a relucir el libro El caso Chemisse en el que se acusaba a Figueres de haber matado a un joven traficante de marihuana en el tercer y último gobierno de su padre. Figueres ganó la nominación en 1993, pero el tema fue usado en campaña por sus rivales en el Partido Unidad Social Cristiana. Figueres vence a su más inmediato rival Miguel Ángel Rodríguez en las elecciones nacionales el 6 de febrero de 1994 convirtiéndose en el presidente más joven del país en el siglo XX.

## Después de la presidencia
Figueres retornó al país en 2011 para establecerse en Costa Rica. Manifestó su interés de ser candidato presidencial del Partido Liberación Nacional para las elecciones de 2014, sin embargo, al aparecer en las encuestas con bajísimos niveles de aprobación retiró su precandidatura a favor de Johnny Araya Monge.
Fue elegido presidente del Partido Liberación Nacional el 7 de febrero del 2015 sustituyendo a Bernal Jiménez Monge, después de que su partido pasara por unas traumáticas elecciones en las que sufrió la peor derrota de su historia al perder en ambas rondas electorales ante el candidato del Partido Acción Ciudadana Luis Guillermo Solís, en la segunda con un margen muy amplio. 
Como presidente del Partido se opuso a que la Asamblea Nacional le levantará la sanción al excandidato Araya quien fue suspendido por el Tribunal de Ética del partido por su conducta durante la campaña.
El 2 de abril de 2016 renuncia a la presidencia del Partido Liberación Nacional, confirmando así su presentación como precandidato a la Presidencia de Costa Rica por su partido.

## Posiciones en organismos e iniciativas internacionales
Al terminar su mandato en 1998, Figueres funda Entebbe – Fundación Costa Rica para el Desarrollo Sostenible. Esta organización promueve y lidera iniciativas y proyectos de alcance nacional e internacional, que fomentan la incorporación y el uso de nuevas tecnologías para mejorar la calidad de vida en las sociedades latinoamericanas. La fundación creó y desarrolló programas pioneros como LINCOS (Pequeñas Comunidades Inteligentes), APVE (Alternativas de Transporte Limpio) y CENTAIRE (Centro para el Monitoreo y la Evaluación de la Calidad del Aire en Centroamérica). Una amplia gama de organizaciones académicas, sociales y comunitarias, así como socios del sector privado, contribuyeron al desarrollo de estos programas. En el mismo ámbito de la promoción del desarrollo a través de nuevas tecnologías, Figueres, junto con Nicolas Negroponte y Jeffrey Sachs, fundó el Consorcio de Naciones Digitales, programa auspiciado por el Laboratorio de Medios del Instituto Tecnológico de Massachusetts (MIT) (se requiere cita). En 1999 fue invitado por el secretario general de las Naciones Unidas, Kofi Annan, a presidir un grupo de trabajo sobre tecnologías de la información y la comunicación (TIC). Más tarde sería elegido presidente del Grupo de Trabajo de las Naciones Unidas sobre Tecnologías de la Información y la Comunicación (TIC).
En el año 2000, Figueres fue nombrado director ejecutivo del Foro Económico Mundial, una organización internacional independiente, dedicada a la mejora del estado del mundo, que une a líderes internacionales con el fin de establecer alianzas que puedan influenciar las agendas industrial, regional y global. Tres años después, Figueres se convirtió en el primer Consejero Delegado (CEO) del Foro Económico Mundial. Entre sus responsabilidades estaba la coordinación general de la prestigiosa Reunión Anual del Foro de Davos, Suiza, que congrega a renombrados líderes empresariales y jefes de Estado y de Gobierno, así como respetadas personalidades de los ámbitos académico, cultural y religioso. 
Desde marzo de 2005, Figueres es consejero delegado del Grupo Felipe IV, con sede en Madrid, España. Esta organización apoya y colabora con instituciones que promueven el desarrollo, el diálogo y los valores democráticos en el mundo. A partir de mediados del 2008, Figueres asume el cargo de consejero delegado de Concordia 21, un vehículo de inversión social que reúne a inversores sociales de todo el mundo, cuyo presidente del Consejo de Principales es Kofi Annan, antiguo secretario general de las Naciones Unidas.
Figueres ha formado parte de diversas juntas directivas en el campo medioambiental. Presidió los grupos LEAD (Líderes para el Ambiente y el Desarrollo) y FUNDES Internacional (Fundación de Desarrollo Sostenible). Asimismo, ha sido director de distintas organizaciones, entre ellas el Fondo Mundial para la Naturaleza (WWF), el Instituto de Investigación Botánica de Texas (BRIT), el Instituto de los Recursos Mundiales (WRI), y el Instituto del Medioambiente de Estocolmo (SEI). En la actualidad, es miembro de las juntas directivas del Consejo de la Tierra de Ginebra, de la Global Fairness Initiative, del Consejo de Liderazgo de Exalumnos del Decano de la Escuela de Gobierno John F. Kennedy de la Universidad de Harvard, del Thunderbird Board of Fellows, del Comité Asesor del Dubai Recycling Park, de Abraaj Capital, de FRIDE, de DARA, y de la Junta de Estrategia y Mercadeo de Birtish Telecom. Es también miembro fundador del Club de Madrid. También es miembro del grupo de trabajo del Liderazgo Global para la Acción Climática (LGAC) del Comité Asesor del Índice de Respuesta Humanitaria (HRI)., y es socio fundador de Amovens, una iniciativa que fomenta la práctica del coche compartido (carpooling) con el objetivo de promover una movilidad más sostenible y limitar las emisiones de CO2.
Participò el 14 y 15 de mayo de 2012 en San josè de Costa Rica en un Foro de Sostenibilidad y Felicidad junto al también expresidente Bill Clinton.

## Controversias

### Caso Chemisse
Figueres fue acusado por los hermanos David y José Manuel Romero en un libro titulado El caso Chemise de haber asesinado a un narcotraficante mientras este se encontraba detenido bajo custodia policial. El tema salió a resurgir en precampaña y en campaña cuando fue aspirante presidencial. Figueres demandó a los autores por injurias y calumnias, siendo los autores condenados al pago de 7 millones de colones en el año 1998.

### Pasado militar
Costa Rica no tiene ejército desde 1948, luego de que fuera constitucionalmente abolido por el entonces Jefe de la Junta Militar y vencedor de la Revolución de 1948, José Figueres Ferrer, padre de José María Figueres. Sin embargo de joven José María prestó servicios voluntarios en la policía de Costa Rica. También se graduó de paracaidista en la República de Panamá. Luego de trabajar unos años al concluir sus estudios de secundaria, ingresó en la Academia Militar de West Point (USMA) de donde se graduó en 1979. Esto se prestó para que Figueres fuera duramente atacado de forma recurrente durante años posteriores de servicio público, achacándole comportamientos militares. Durante la campaña electoral que lo eligió Presidente de la República, la oposición política ataca a Figueres constantemente se refería a él como “el militar”, que reinstauraría el ejército en Costa Rica.

### Religión
Durante su campaña presidencial, alegaciones anónimas de que Figueres pertenecía a la secta Ciencia Cristiana se propagaron ampliamente y fueron acogidas por los medios de comunicación. En aquel momento, la población costarricense de religión católica era del 82% y, aunque no es obligatorio ser católico para ejercer un cargo público (el padre del propio Figueres, José Figueres, era agnóstico y fue presidente tres veces) había temor de su adhesión a una secta. Los abuelos maternos de Figueres eran devotos Científicos Cristianos y de ahí las alegaciones.

### Censura a ministro Juan Diego Castro
Durante la administración Figueres Olsen se sucitó uno de los más notorios roces entre el Poder Ejecutivo y Legislativo cuando el entonces ministro de Seguridad Pública, el abogado Juan Diego Castro, organizó una protesta policial que rodeó la Asamblea Legislativa e incluso hizo acusaciones contra los diputados, esto para presionar por la reforma al Código Penal. La polémica manifestación causó alarmas sobre autoritarismo por parte del gobierno y duras críticas de los diputados y de diversos actores políticos, incluyendo el entonces presidente del Partido Liberación Nacional (mismo al que pertenecía Figueres) Rolando Araya Monge. También se dieron roces fuertes entre el presidente del Congreso Antonio Álvarez Desanti, también liberacionista, y Castro. La Asamblea en un hecho sin precedentes censuró a Castro con 55 votos a favor, y Castro renunció a su cargo poco después.

### Caso Alcatel
A finales de 2004 los medios de comunicación masiva divulgaron que Figueres Olsen había recibido US $ 900 mil provenientes de la compañía francesa Alcatel. La misma empresa que fue acusada de sobornar a otro expresidente, siendo en este caso Miguel Ángel Rodríguez, así como a varios directivos del Instituto Costarricense de Electricidad. Ejecutivos de esa compañía se encuentran en prisión por haber dado sobornos a funcionarios costarricenses. Figueres alegó que se trataba de labores de consultoría, que llevó a cabo en conjunto con Roberto Hidalgo y Carmen Valverde, exsecretaria general del Partido Liberación Nacional, años después del término de su mandato. Figueres Olsen se vio obligado a renunciar a su cargo en el Foro Económico Mundial. Figueres Olsen fue contratado por la empresa H. F. Desarrollos Interdisciplinarios S. A. (H.F. DISA), que pertenecía a Roberto Hidalgo Araya, quien fue asesor presidencial en su administración. (1994-1998).
Además de Figueres, con recursos de Alcatel, H. F. DISA pagó también una suma aproximada a los $900.000 a Carmen Valverde Acosta, exsecretaria general del Partido Liberación Nacional (PLN) al cual pertenecía Figueres Olsen cuando fue elegido presidente. Ella como filóloga profesional prestó servicios de corrección de textos mediante su empresa Grupo de Asesores Lingüísticos Asociados. Ella era hermana del exgerente de la empresa Alcatel en Costa Rica, Édgar Valverde Acosta.
Figueres, a través de su hermano Mariano Figueres, presentó a Tributación Directa una declaración por ingresos no declarados y pagó ¢67,2 millones el 1 de noviembre de 2004, tres días después de que el diario costarricense La Nación reveló pagos provenientes de Alcatel para el exgobernante.
En 2004, el fiscal general de Costa Rica abrió una investigación oficial contra los expresidentes Rafael Calderón Fournier y Miguel Ángel Rodríguez, por presuntas irregularidades financieras. Ambos fueron interrogados, y luego detenidos. Poco tiempo después, algunos medios de comunicación locales declararon que Figueres también había recibido sobornos de Alcatel.
En aquel momento Figueres residía en Suiza, fue exhaustivamente investigado por la Fiscalía y al no encontrar evidencias, esta solicitó sobreseimiento por no encontrar delito que perseguir. Una Comisión Legislativa que investigaba el asunto convocó formalmente a Figueres para dar declaraciones pero el expresidente se negó a comparecer, argumentando compromisos laborales ineludibles, ofreciendo hacer una videoconferencia, lo que no fue aceptado por los diputados. Finalmente la Fiscalía retiró los cargos contra Figueres. Figueres regresó al país una vez que los supuestos  cargos en su contra según algunas opiniones pudieron haber prescrito aunque otras opiniones plantean que no puede prescribir un cargo que nunca se presentó ante los Tribunales.

### Cementazo
Figueres fue señalado indirectamente como una de las figuras políticas vinculadas al escándalo del «Cementazo» cuando se hizo público que había participado en viajes privados junto al empresario beneficiado Juan Carlos Bolaños. Cabe señalar que para ese momento Figueres no ostentaba cargo alguno en la administración pública costarricense.

## Premios y reconocimientos
- Premio Anual Kew Gardens, 1995
- Instituto de Investigación Botánica de Texas, 1996
- Jardín Botánico del Estado de Misuri, 1996
- Primer galardonado con el Premio Mundial del Fondo para el Medio Ambiente Mundial del Banco Mundial por su liderazgo y esfuerzos por el medioambiente, 1998
- Premio Libertad de la Fundación Max Schmidheiny y de la Universidad de St. Gallen en Suiza, 1998
- Premio del Instituto del Clima de Washington D. C., 1998
- Orden Nacional José Matías Delgado en el Grado de Gran Cruz Placa de Plata de la República de El Salvador, 1999
- Premio al Liderazgo en Sostenibilidad en Suiza, 2003
- Doctorado honoris causa de la Universidad de Colombia

| Precedido por: Rafael Calderón Fournier 1990-1994 | 42.º Presidente de Costa Rica 1994-1998 | Sucedido por: Miguel Ángel Rodríguez 1998-2002 |